# Lebanon South
 (août 2025).
Lebanon South est une census-designated place située dans le comté de Lebanon, dans l’État de Pennsylvanie, aux États-Unis. Lors du recensement de 2020, elle compte 2 383 habitants.